# Río Zambeze

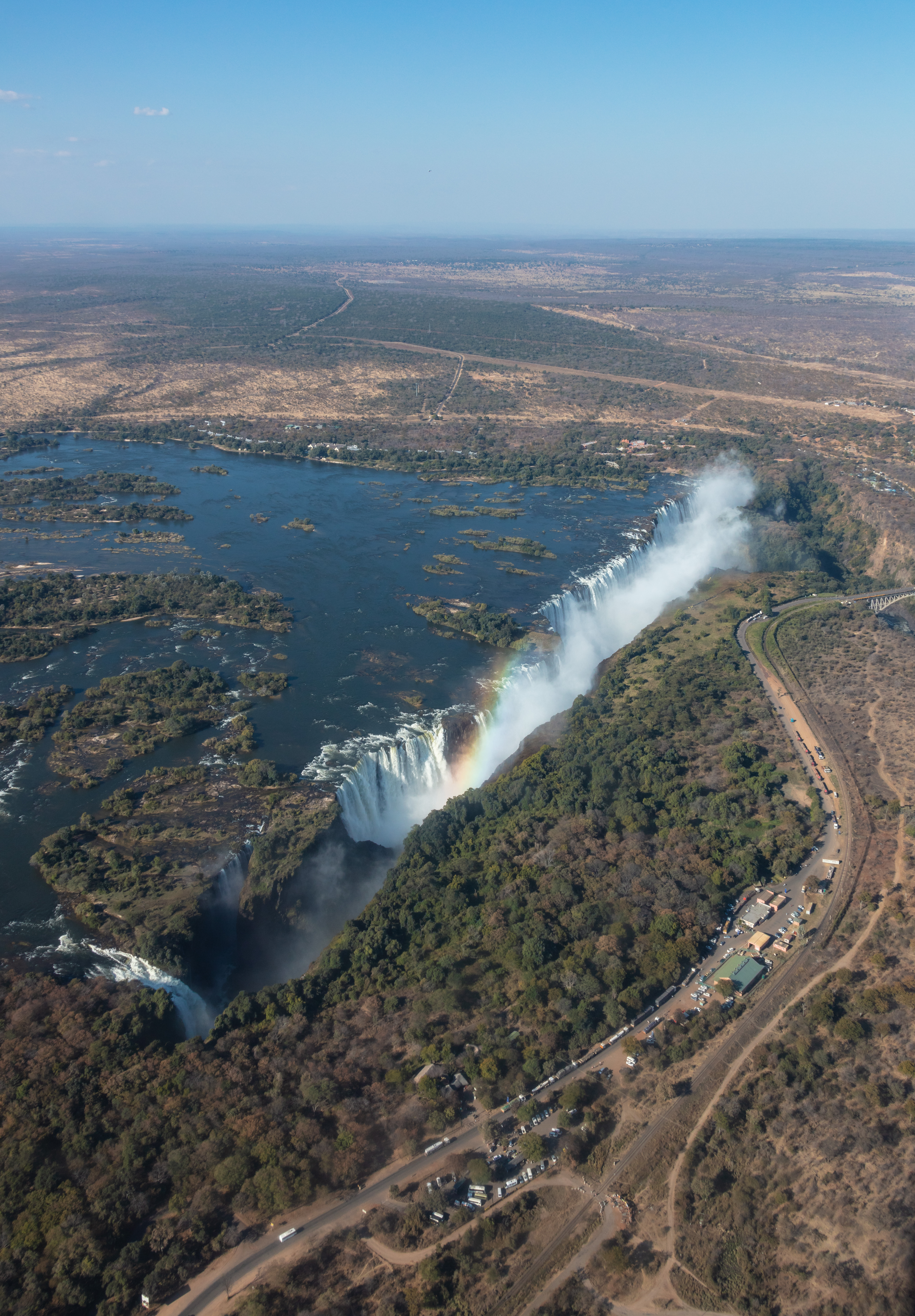
Vista general de las cataratas Victoria, Zambia.

El río Zambeze es un largo río del África austral, el cuarto de todo el continente africano en cuanto a longitud (tras el Nilo, el Congo y el Níger), y el más largo de los que desembocan en el océano Índico. 
Tiene una longitud total de 2574 km. Nace en Zambia, en la frontera con la República Democrática del Congo y Angola, y tras cruzar Angola, Zambia, Namibia, Zimbabue, Botsuana y Mozambique, desemboca en el Índico formando un delta.
Su cuenca hidrográfica tiene una superficie de 1 390 000 km² la 16.ª cuenca primaria mayor del mundo, comprendiendo gran parte de los territorios de Malaui, Zambia, Zimbabue, Angola y Mozambique.  
El curso del río Zambeze se ve interrumpido por numerosos rápidos y cascadas, por lo que solamente es navegable con normalidad desde la ciudad de Tete, en Mozambique, hasta su desembocadura. Las mayores interrupciones en su curso son las cataratas Chavuma, en la frontera entre Zambia y Angola, las cataratas Ngonye, cerca de Sioma, en el oeste de Zambia, y las cataratas Victoria, las mayores del mundo, con 1708 metros de extensión y que fueron declaradas Patrimonio de la Humanidad por la Unesco en 1989. A pesar de su gran longitud, solo es atravesado por seis puentes: en Chinyingi, Katima Mulilo, las cataratas Victoria, Chirundu, Tete y Caia.
Hay dos grandes presas en el río, dedicadas principalmente a la producción de energía hidroeléctrica: la presa de Kariba, construida en la garganta de Kariba, donde confluyen los ríos Sanyati y Kafue, afluentes del Zambeze, que provee de electricidad a Zambia y a Zimbabue; y la presa de Cahora Bassa, que proporciona energía a la República Sudafricana. Hay también una pequeña estación hidroeléctrica en las cataratas Victoria.

## Curso

### Nacimiento
El río Zambeze nace en una ciénaga en el noroeste de Zambia, en un paisaje de colinas onduladas y boscosas a unos 1500 metros sobre el nivel del mar. Al este de su nacimiento, la línea divisoria entre las cuencas del Congo y del Zambeze es una zona bien definida de tierras altas que cae abruptamente de norte a sur, y corre de este a oeste. Esta zona separa claramente la cuenca del río Lualaba, rama principal del Congo Superior, de la del Zambeze. En las cercanías de la fuente la línea divisoria no está claramente definida, pero los dos sistemas fluviales no están conectados entre sí.

### Curso superior
Tras fluir en dirección sudoeste durante unos 240 km, el río gira hacia el sur, donde se le añaden muchos afluentes. Algunos kilómetros antes de Kakengi, el río se ensancha de 100 a 350 m, y después de Kakengi se inicia una serie de rápidos que terminan en las cataratas Victoria, donde el río fluye a través de una hendidura rocosa. El primero de sus grandes afluentes es el río Kabompo, en la provincia noroccidental de Zambia. Un poco más adelante, en dirección sur, tiene lugar la confluencia con el río Lungwebungu. La sabana por la que el río ha transcurrido hasta ese momento da paso a un valle de arbustos, más abierto, tachonado de palmeras Borassus. La vegetación densa se limita únicamente a la estrecha franja (de unos 500 m) de frondosa selva que bordea el tramo inicial del Zambeze y de sus afluentes durante sus primeros 160 km, aproximadamente. 
El río pierde unos 400 m de elevación desde su fuente, situada a 1500 m s. n. m. (metros sobre el nivel del mar), hasta Kakengi, 350 km corriente abajo y a una altitud de 1100 m s. n. m.. Desde este punto hasta las cataratas Victoria, el nivel de la cuenca es muy uniforme, bajando solo otros 180 m. Treinta kilómetros más abajo de la confluencia con el Lungwebungu, el paisaje se hace más llano, y se inunda durante la estación lluviosa. Ochenta kilómetros río abajo, el Luanginga, que con sus afluentes drena una extensa área al oeste, se reúne con el Zambeze. Ochenta kilómetros más arriba, hacia el este, se une a la corriente principal durante la estación lluviosa por el desbordamiento del sistema Luampa/ Luana.
Aguas abajo, a corta distancia de la confluencia con el Luanginga se encuentra Lealui, una de las capitales del pueblo lozi, que habita la región semiautónoma de Barotseland, en Zambia. Los lozi tienen dos capitales: la otra es Limulunga, que está sobre tierras más elevadas y es la capital durante la estación lluviosa. El traslado anual de Lealui a Limulunga es un acontecimiento de gran importancia, celebrado como uno de los más conocidos festivales de Zambia, el Kuomboka.
Pasado Lealui, el río gira hacia el sudeste. Por el este continúa recibiendo numerosos afluentes menores, pero por el oeste no tiene ninguno durante 240 km, hasta su confluencia con el río Cuando. Después, las cataratas Ngonye y los rápidos siguientes interrumpen la navegación. Al sur de las Cataratas Ngonye, el río bordea brevemente la Franja de Caprivi, que forma un estrecho saliente en la parte más oriental de Namibia que se proyecta entre Angola, al norte, y Bostwana, al sur: su existencia se debe a la época colonial, ya que fue añadida al África del Sudoeste Alemana para permitir el acceso de Alemania al Zambeze. 
Tras la confluencia entre el Cuando y el Zambeze, el río tuerce casi directamente hacia el este. Aquí, el río es muy ancho y poco profundo, y fluye muy lentamente, pero según se dirige hacia el este, hacia el límite de la gran llanura central de África, alcanza un tajo en el que se precipitan las cataratas Victoria.

### Curso medio

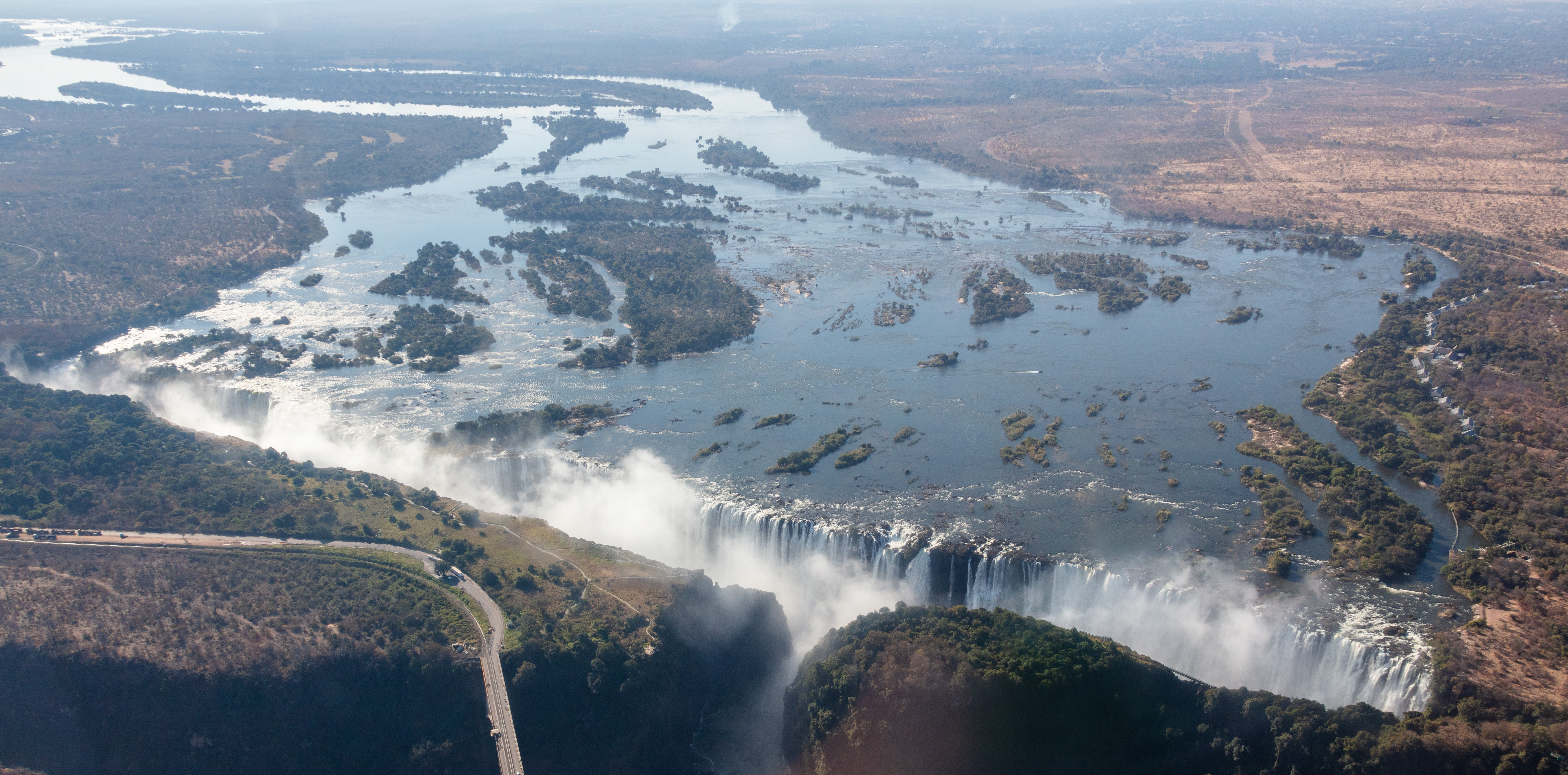
Las Cataratas Victoria, final del curso superior del Zambeze y comienzo de su curso medio.

Las cataratas Victoria son consideradas el punto divisorio entre el Zambeze superior y el medio. Tras ellas, el río continúa fluyendo directamente hacia el este durante unos 200 km, separando muros perpendiculares de basalto de entre 20 y 60 m, de colinas de una altura de entre 200 y 250 m. El río fluye rápidamente por el desfiladero, y su corriente es interrumpida continuamente por los arrecifes. Pasada la garganta hay una sucesión de rápidos que terminan 240 km más abajo de las cataratas Victoria. En este tramo, el río desciende 250 m.   
En este lugar el río entra en el lago Kariba, un embalse artificial creado en 1959 tras la construcción de la presa Kariba. Este lago es uno de los mayores lagos artificiales creados por el hombre en todo el mundo, y las instalaciones hidroeléctricas de la presa proveen de electricidad a la mayor parte de Zambia y Zimbabue.  
El Luangwa y el Kafue son los dos principales afluentes del Zambeze por la derecha. Cuando desemboca en el río principal, el Kafue es una corriente lenta y profunda, de unos 180 m de ancho. Desde este punto, el giro del Zambeze hacia el norte queda frenado, y el río continúa su marcha hacia el este. En la confluencia con el Luangwa (15°37), el Zambeze se adentra en Mozambique. 
El curso medio del Zambeze finaliza cuando entra en el lago Cahora Bassa o Cabora Bassa, donde antiguamente existían peligrosos rápidos conocidos como Kebrabassa. El lago se creó en 1974, cuando se llevó a cabo la construcción de la presa Cahora Bassa

### Curso inferior
El curso inferior del río Zambeze (650 km desde Cahora Bassa hasta el Índico) es navegable, aunque es poco profundo en algunas zonas durante la estación seca. La falta de profundidad se debe a que el río entra en un ancho valle, y extiende su cauce por un área muy extensa. Solo en un punto, el Desfiladero de Lupata, a 320 km de su desembocadura, queda  confinado entre altas colinas. Aquí tiene escasamente 200 m de ancho. En otros lugares alcanza una anchura de 8 km, fluyendo lentamente en varias corrientes. El lecho  es arenoso, y sus riberas son bajas y bordeadas de juncos. En algunos lugares, sin embargo, y especialmente durante la estación lluviosa, las corrientes se unen en un único ancho río que fluye con rapidez. 

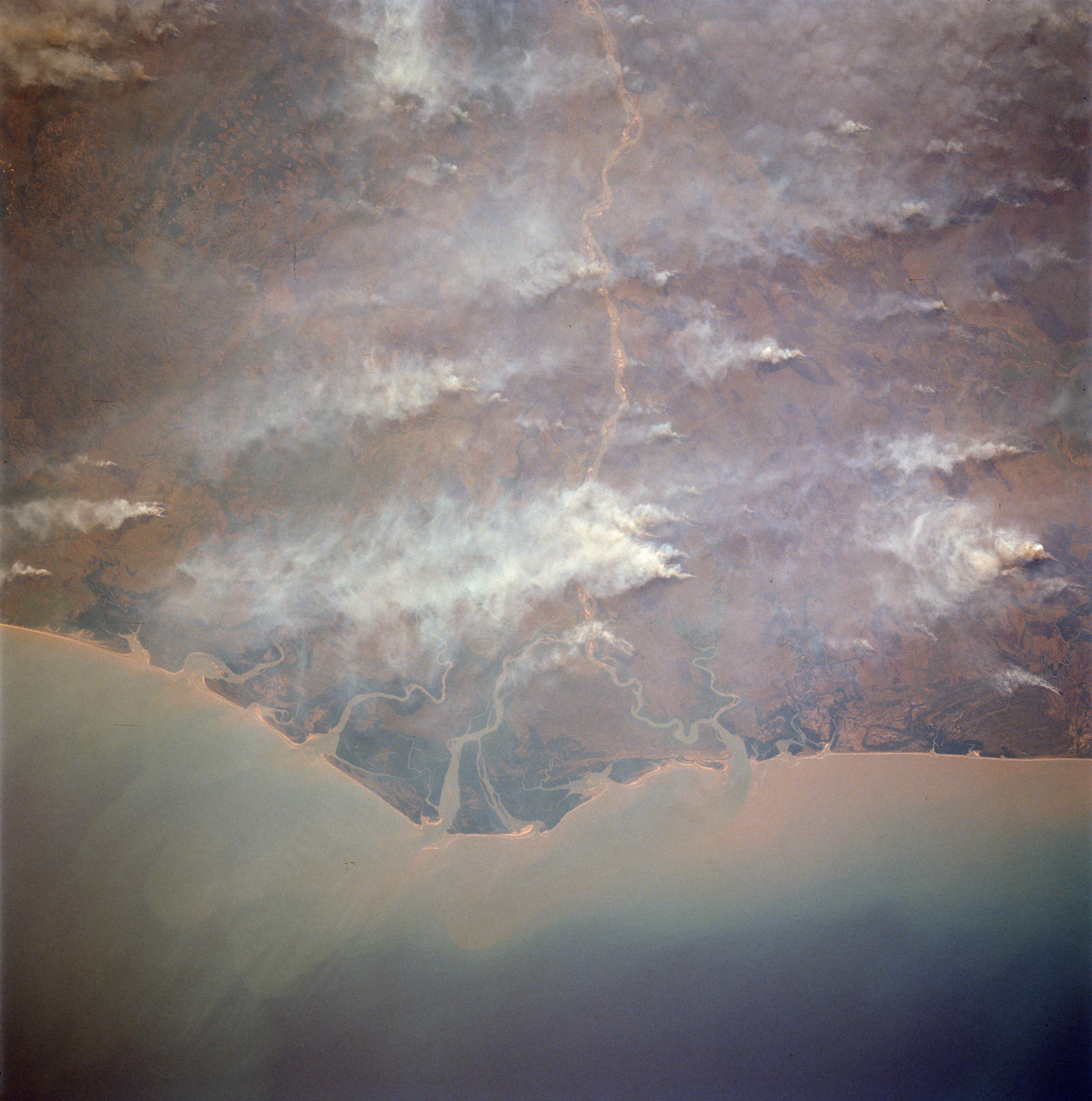
Delta del Zambeze.

A unos 160 km del mar el Zambeze recibe las aguas del lago Malaui, a través del río Shire. Al aproximarse al Océano Índico,  se divide en varias ramas y forma un amplio delta. Cada una de sus bocas principales, Milambe, Kongone, Luabo y Timbwe, es interrumpida por una barrera arenosa. Una rama más al norte, llamada la boca Chinde, tiene una profundidad mínima durante la marea baja de 2 m en la entrada y 4 m un poco más hacia el interior, y es la utilizada para la navegación. 100 km más al norte hay un río, el Quelimane, que toma el nombre de la ciudad en su desembocadura. Esta corriente cenagosa es desbordada por el Zambeze durante la estación lluviosa. El delta del Zambeze solo tiene actualmente la mitad de la anchura que tenía antes de que se construyeran las presas de Kariba y de Cahora Bassa para controlar las variaciones estacionales del caudal del río. 
La región drenada por el Zambeze es una vasta llanura de entre 900 y 1200 m de altitud, compuesta  en su interior de lechos de roca metamórfica y bordeada por las rocas ígneas de las cataratas Victoria. En Shupanga, en el bajo Zambeze, finos estratos de arenisca gris y amarilla, con vetas ocasionales de caliza, surgen en el lecho del río en la estación seca, y persisten hasta más allá de Tete, donde se encuentran junto a extensos filones de carbón. El carbón se encuentra también en la zona del curso inmediatamente después de las cataratas Victoria. En algunos lugares hay también rocas auríferas.

### La red fluvial del Zambeze

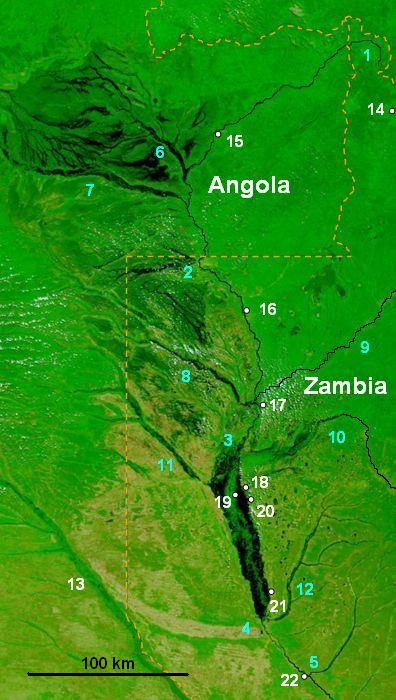
Imagen a color falso de la NASA mostrando el alto Zambeze y el río Balosi, plano hídrico (2003), con el agua en tonos oscuros. Los números azules son ríos: 1 Fuemte del Zambeze, 2 El Zambeze n las cataratas Chavuma, 3 en el inicio de la llanura inundable del Balosi, 4 al final de la llanura Kalongola, 5 Cataratas Ngonye. Afluentes:: 6 Chifumage, 7 Luena, 8 Lungwebungu, 9 Kabompo, 10 Luampa, 11 Luanguinga, 12 Lui, 13 Cuando. Ciudades (números blancos): 14 Mwinilunga, 15 Cazombo, 16 Zambeze, 17 Lukulu, 18 Limulunga, 19 Lealui, 20 Mongu, 21 Senanga, 22 Sioma. Crédito: Jacques Descloitres, MODIS Rapid Response Team, NASA/GSFC.

En el norte de la cuenca del Zambeze, las precipitaciones anuales medias son de 1100-1400 mm (la cifra desciende según se avanza hacia el sur, y es solo de la mitad en la región sudoeste). La lluvia cae durante la estación lluviosa, que dura de 4 a 6 meses, cuando la zona de convergencia intertropical se desplaza desde el norte sobre la cuenca del Zambeze. Los índices de evaporación son bastante elevados (1600 mm−2300 mm) y la mayor parte del agua se pierde en ciénagas y llanuras aluviales, sobre todo en el sudoeste de la cuenca.

#### Afluentes, cuenca y caudal
El río puede considerarse dividido en tres tramos:
- Zambeze Superior (507 200 km², caudal de 1044 m³/s en las cataratas Victoria), que comprende:

Cuenca hidrográfica de las montañas del norte (222 570 km², 850 m³/s en Lukulu):
- río Chifumage:  meseta central de Angola;
- río Luena:  meseta central de Angola;
- río Kabompo: 72 200 km², montañas del noroeste de Zambia;
- río Lungwebungu: 47 400 km², meseta central de Angola;

Cuenca hidrográfica de las Llanuras Centrales (284 630 km², 196 m³/s) (cataratas Victoria – Lukulu):
- río Luanguingu: 34 600 km², meseta central de Angola;
- río Luampa: 20 500 km², ribera oriental del Zambeze;
- río Cuando /Linyanti/Chobe: 133 200 km², meseta del sur de Angola y Caprivi;

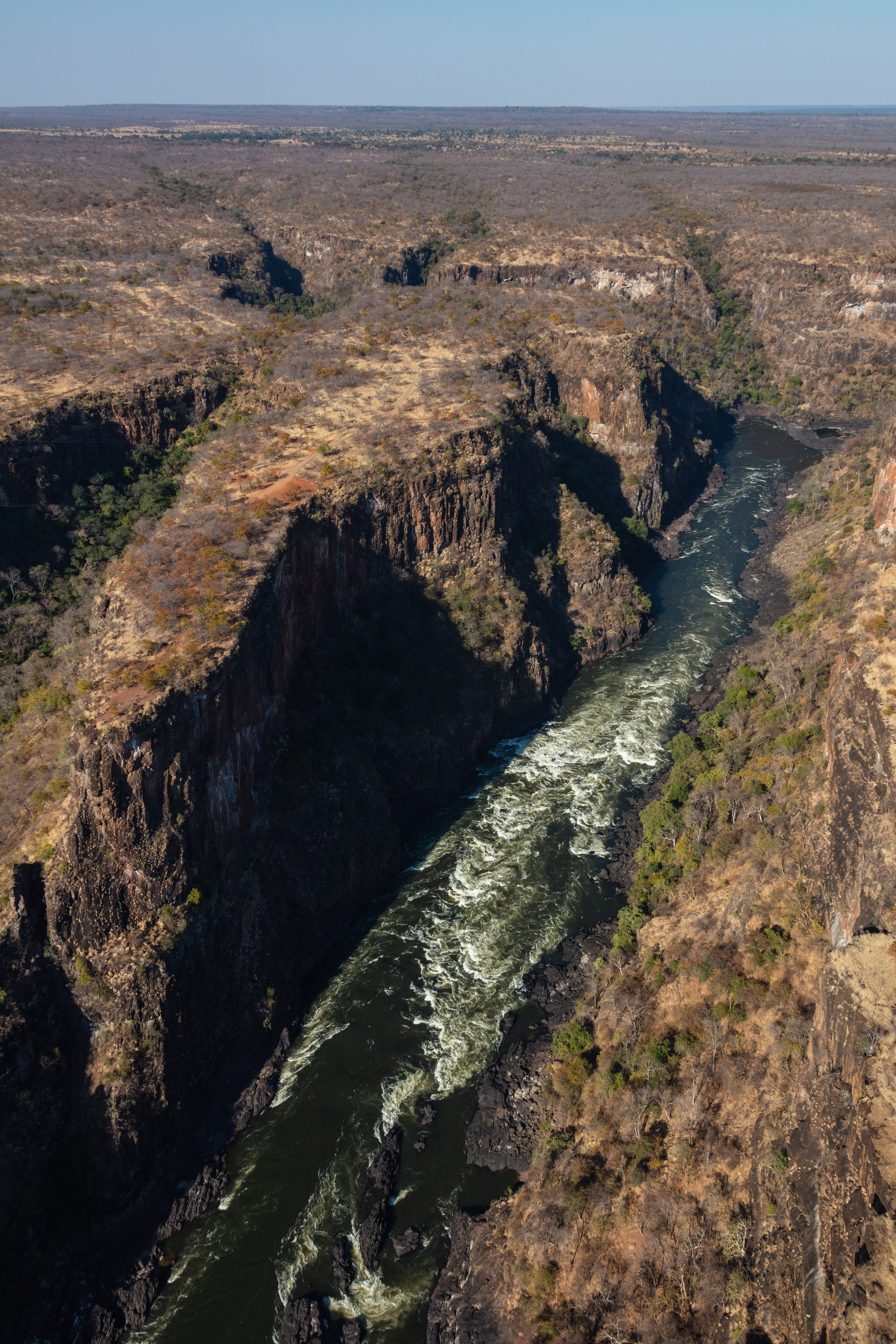
Curso medio del río Zambeze.

- Zambeze Medio (en conjunto 1 050 000 km², 2442 m³/s, medidos en la garganta de Cahora Bassa; curso medio en sí mismo: 542 800 km², caudal de 1398 m³/s) (C. Bassa – cataratas Victoria)

Cuenca hidrográfica de Gwembe (156 600 km², 232 m³/s) (garganta de Kariba – cataratas Victoria):
- río Gwayi: 54 610 km², noroeste de Zimbabue;
- río Sengwa: 25 000 km², Zimbabue norte y central;
- río Sanyati: 43 500 km², Zimbabue norte y central;

Cuenca hidrográfica de la garganta Kariba a C. Bassa (386 200 km², 1166 m³/s) (C. Bassa – garganta de Kariba): 
- río Kafue: 154 200 km², 285 m³/s, Zambia oeste y central y Copperbelt;
- río Luangwa: 151 400 km², 547 m³/s, Luangwa Rift Valley y meseta al noroeste del mismo;
- río Panhane: 23 897 km², meseta norcentral de Zimbabue;

- Zambeze inferior (en conjunto, 1 378 000 km², 3424 m³/s, medidos en Marromeu; curso inferior en sí mismo: 328 000 km², 982 m³/s) (Marromeu – C. Bassa))

- río Luia: 28 000 km², meseta Moravia-Angonia, norte del Zambeze;
- río Luenha/río Mazoe: 54 144 km², 152 m³/s, meseta de Manica, NE de Zimbabue;
- río Shire , 154 000 km², 539 m³/s, cuenca del lago Malaui;

- Delta del Zambeze (12 000 km²)

La extensión total de la cuenca es de 1 390 000 km², con 3424 m³/s (1960-1962) y 4297 m³/s (1971-2000) descargados en el delta. La cuenca del Okavango no se incluye en estas cifras porque solo ocasionalmente sus desbordamientos hacen aportaciones al caudal del Zambeze. 
A causa de la distribución de las precipitaciones, los afluentes del norte contribuyen con mucha más agua que los del sur. Por ejemplo, la cuenca hidrográfica de las montañas del norte en el Zambeze Superior aporta un 25 % del caudal total, Kafue un 8 %, y los ríos Luangwa y Shire el 16 % cada uno, en total el 65 % del caudal total del Zambeze. Por el contrario, la extensa cuenca del Cuando, en el sudoeste, contribuye solo con unos 2 m³/s ya que la mayor parte se pierde por evaporación en sus sistemas pantanosos.   
Las décadas de 1940 y 1950 fueron particularmente húmedas en la cuenca. Desde 1975, el caudal total ha decrecido, y es solo el 70 % del de los años comprendidos entre 1930 y 1958.

#### Inundaciones
Antes de que se construyeran las presas, en el Zambeze inferior tenían lugar pequeñas inundaciones a comienzos de la estación seca, cuando arreciaban las lluvias en la cuenca de Gwembe y en el noroeste de Zimbabue, y las precipitaciones en el Zambeze Superior, Kafue y lago Malaui, y en menor medida el Luangwa, eran retenidas por los pantanos y llanuras aluviales. El caudal de estos sistemas hidrográficos contribuía a una inundación mucho mayor en marzo o abril, con un máximo medio mensual para abril de 6700 m³/s en el delta. En 1958 se alcanzó la cifra récord, tres veces superior, de  22 500 m³/s. Por el contrario, el caudal al final de la estación seca era solo de 500 m³/s.
Las presas de Kariba y Cahora Bassa y de Itezhi-Tezhi en el Kafue han cambiado por completo esta pauta. Aguas abajo de las presas, el mínimo y máximo medios anuales de caudal, que antes eran de 500 m³/s y 6000 m³/s, respectivamente, son ahora de 1000 m³/s y 3900 m³/s. Especialmente las inundaciones de nivel medio, a las que estaba adaptada la ecología del bajo Zambeze, ocurren con una frecuencia mucho menor y son de más breve duración. Esto tiene los siguientes efectos:
- interfiere con los patrones de alimentación de peces, aves y otros animales;
- las inundaciones dejan una menor extensión de praderas para alimentar al ganado y a la fauna salvaje;
- interfiere también con las pautas tradicionales de cultivo y pesca.

Las presas no han acabado por completo con las inundaciones en el curso inferior del Zambeze. No pueden controlar las inundaciones extremas: únicamente reducen la frecuencia de las inundaciones de nivel medio. Cuando las lluvias abundantes en el Zambeze inferior se combinan con un mayor caudal río arriba, siguen ocurriendo inundaciones masivas, y son aún más destructivas ya que la ausencia de inundaciones de nivel medio ha empujado a los habitantes a asentarse y cultivar antiguas llanuras aluviales, por lo que cuando las inundaciones tienen lugar, causan un daño mayor.

## Exploración del río

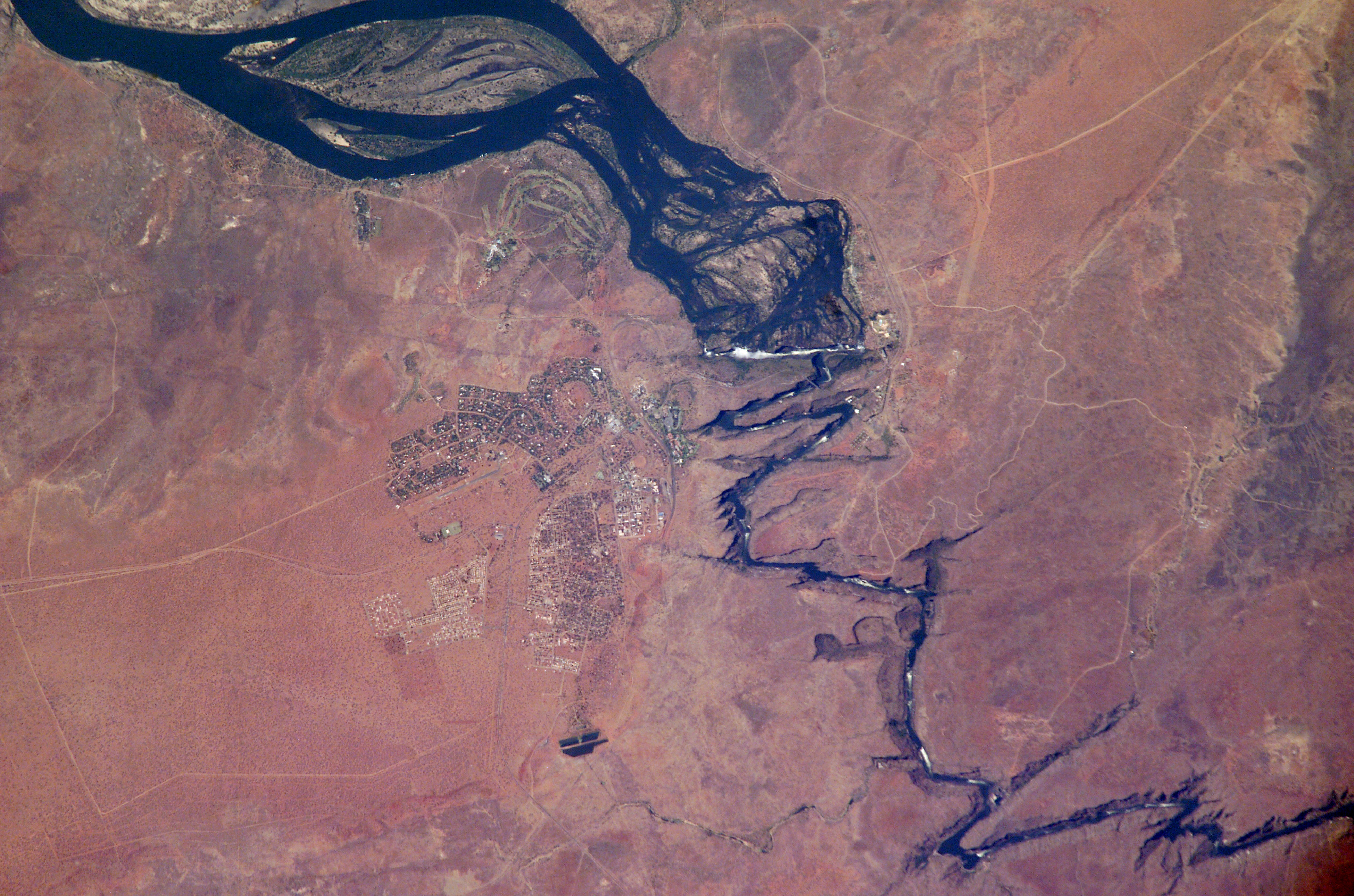
Imagen de satélite que muestra las cataratas Victoria y, a continuación, una serie de gargantas zigzagueantes.

La región del Zambeze era conocida por los geógrafos medievales como Imperio de Monomotapa, y el curso del río, así como la posición de los lagos Ngami y Nyasa, se encuentran con relativa precisión en mapas antiguos, que fueron trazados seguramente gracias a la información proporcionada por viajeros árabes. 
La desembocadura del río Zambeze fue descubierta en 1498 por el navegante portugués Vasco da Gama. El primer europeo que exploró el curso superior del río fue el escocés David Livingstone, en su viaje de exploración desde Bechuanalandia, entre 1851 y 1853. Dos o tres años después descendió por el río hasta su desembocadura, y en el curso de esa expedición descubrió las cataratas "Mosioatunya" (humo que truena), a las que denominó cataratas Victoria en honor de la reina de Gran Bretaña. Durante los años 1858-60, acompañado por John Kirk, Livingstone remontó el río desde la boca de Kongone hasta las cataratas y siguió también el curso de uno de sus afluentes, el Shire, llegando hasta el lago Malaui. 
Durante los siguientes 35 años no se llevaron a cabo importantes explotaciones del río, pero en 1889 se descubrió el canal Chinde, al norte de las principales bocas del río. Dos expediciones dirigidas por el mayor A. St Hill Gibbons en 1895-96 y 1898-1900 continuaron los trabajos de exploración iniciados por Livingstone en los cursos superior y medio del río. El portugués Serpa Pinto exploró algunos de los afluentes occidentales del Zambeze y realizó mediciones en las cataratas Victoria en 1878.

## Vida salvaje
El río acoge numerosas especies animales. Abundan los hipopótamos en los tramos tranquilos del río, y también se encuentran cocodrilos. En varios lugares hay varánidos. La avifauna es también abundante: entre las principales especies destacan las garzas, pelícanos, garzas blancas y pigargos africanos. Las selvas ribereñas también acogen muchas especies de gran tamaño, como el búfalo africano, la cebra, la jirafa y el elefante. Sin embargo, por debajo de las presas de Kariba y Cahora Bassa, el cese de las inundaciones anuales ha hecho que este hábitat se vea drásticamente recortado, con la consiguiente reducción en las poblaciones de grandes mamíferos. 
En las aguas del río habitan varios cientos de especies de peces, algunas de las cuales son endémicas de este río. Entre las especies más importantes se encuentran los cíclidos, objeto de pesca  de subsistencia, así como peces gato, peces tigre, Labeobarbus codringtonii y otros peces de gran tamaño.  El Tiburón Toro es a veces llamado "tiburón del Zambeze" por el río, aunque se encuentra en todo el mundo. Normalmente habita en aguas costeras, pero puede encontrarse también tierra adentro en algunos grandes ríos, entre ellos el Zambeze. Es un tiburón de gran tamaño, peligroso para los seres humanos.

## Economía

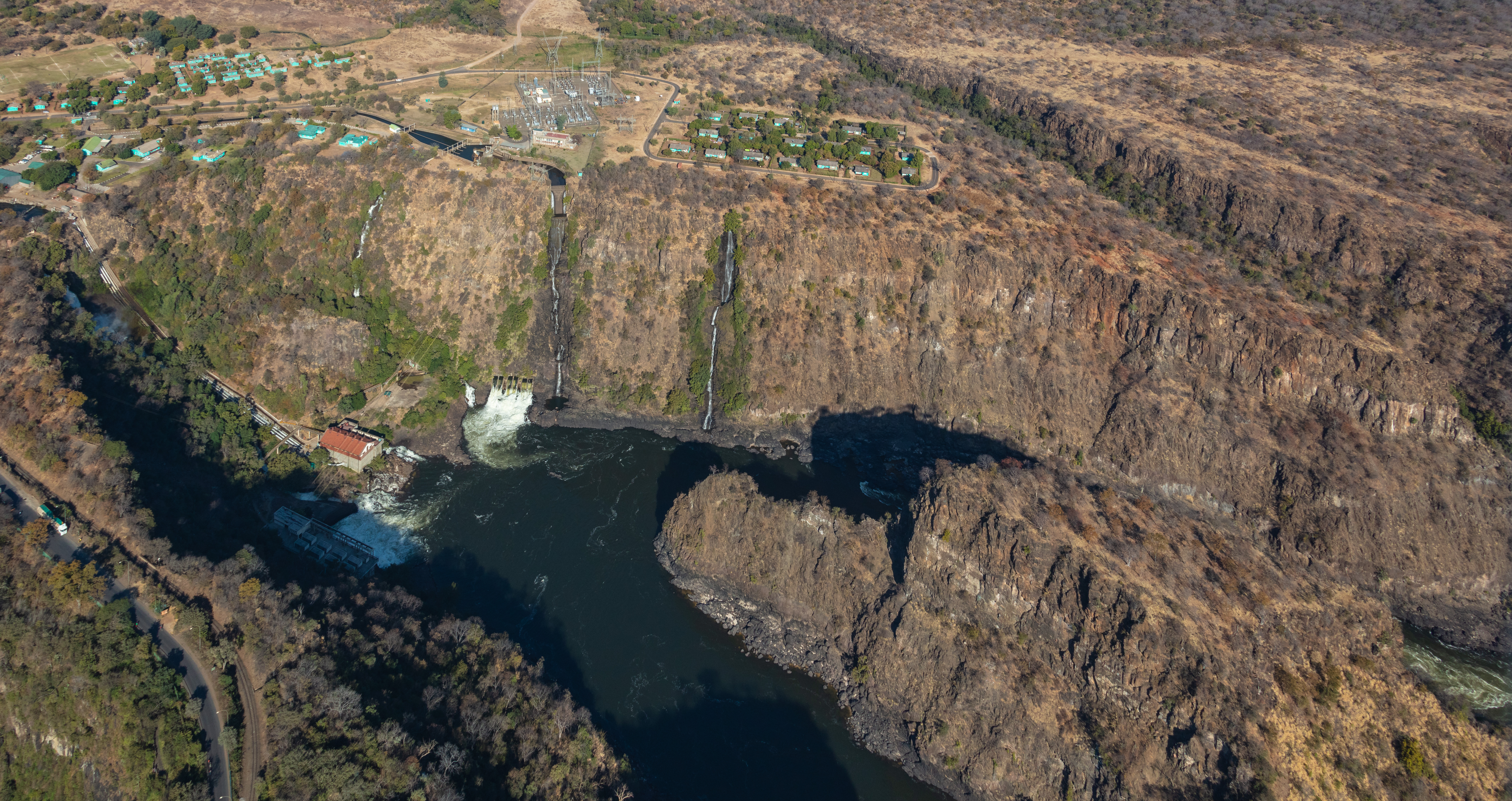
Central hidráulica junto a las cataratas Victoria, Zambia.

La población del valle fluvial del Zambeze se calcula en unos 32 millones de personas. Cerca del 80 % depende de la agricultura para subsistir, y las llanuras aluviales del curso superior del río proporcional tierra especialmente fértil y adecuada para la agricultura. 
Las comunidades ribereñas se dedican extensivamente a la pesca, y muchas personas viajan desde lejos para pescar en el río. En Zambia, algunas ciudades o carreteras que llevan al río cobran "tasas de pesca" no oficiales a quienes, procedentes de otros lugares del país, van a pescar en el Zambeze. Tanto como la de subsistencia, la pesca recreativa se practica en varias zonas del río. Entre Mongu y Livingstone, varias empresas turísticas dan la oportunidad a los viajeros de pescar especies exóticas, y es común también la pesca para vender a acuarios. 
El valle fluvial es rico en yacimientos minerales y combustibles fósiles, y en algunos lugares es importante la minería del carbón. Hay dos centrales hidroeléctricas en el curso del río. La presa Kariba, que provee electricidad a Zambia y Zimbabue y la presa Cabora-Bassa, en Mozambique, que provee electricidad a Sudáfrica. También hay una pequeña central hidroeléctrica en las cataratas Victoria. Las presas dan empleo a numerosas personas que habitan en sus cercanías, dedicadas al mantenimiento de las estaciones hidroeléctricas y de las propias presas. Varios emplazamientos del río son también destinos turísticos muy populares. Las cataratas Victoria reciben anualmente más de millón y medio de visitantes, y también son visitados con mucha frecuencia Mana Pools y el lago Kariba.

## Transporte

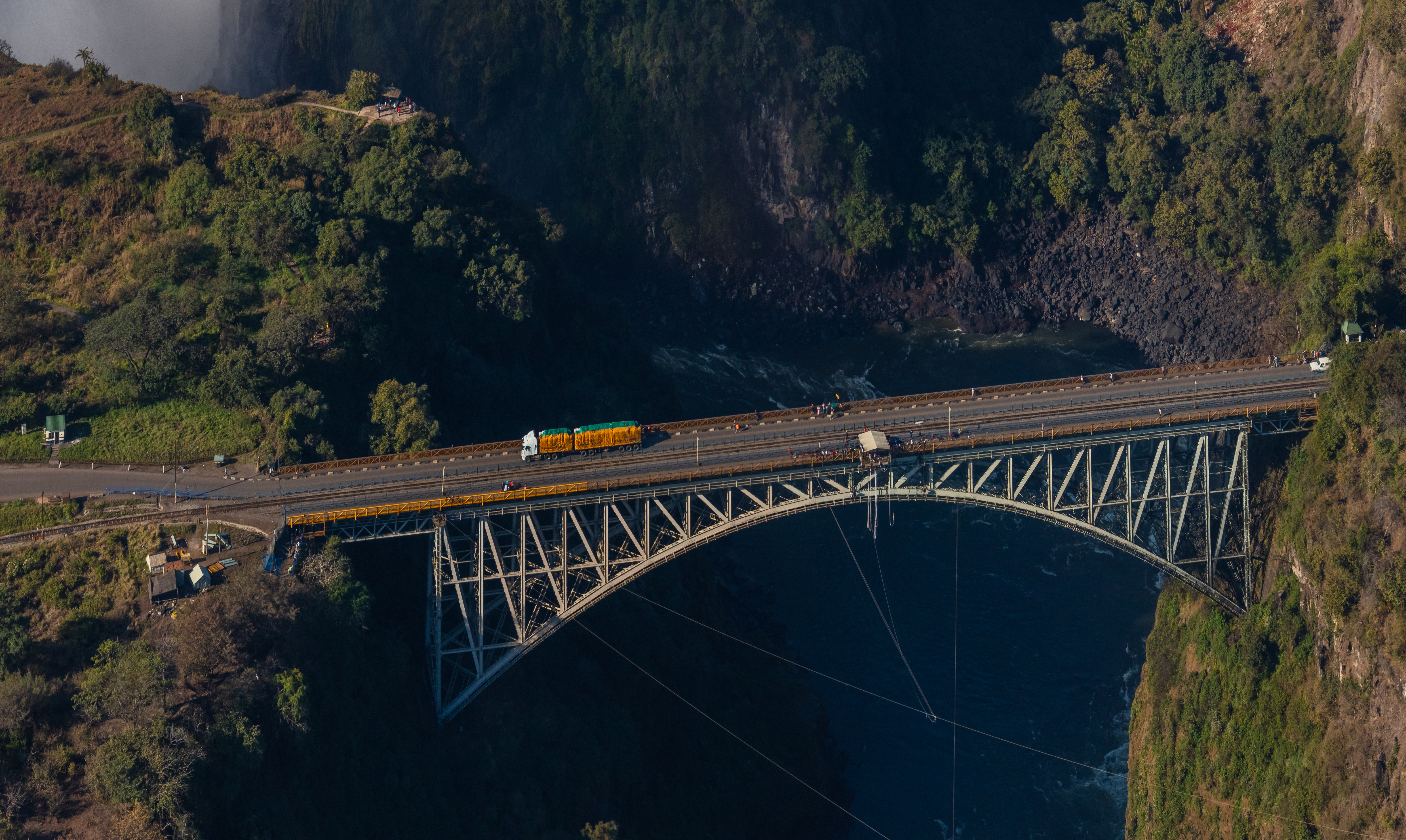
Puente sobre las cataratas Victoria (2018).

El río es frecuentemente interrumpido por rápidos, por lo que no ha sido nunca una importante ruta de transporte para recorridos de larga distancia. David Livingstone intentó abrir el río a los barcos de vapor, pero tuvo que desistir a causa de los rápidos de Cahora Bassa. En algunos tramos es más conveniente viajar en canoa por el río que por las carreteras cercanas, que se encuentran en malas condiciones debido a que se ven periódicamente inundadas, y muchas pequeñas aldeas ribereñas solo son accesibles por barco. En los años 1930 y 1940 una línea de barcazas de remos operó en el tramo entre los rápidos de Katombora, a unos 50 km aguas arriba de Livingstone, y los rápidos inmediatos a Katima Mulilo. Sin embargo, dependiendo del nivel de caudal del río, los botes pueden ser impulsados por remos —los remeros lozi, una docena o más por embarcación, son los principales barqueros de la zona— o remolcados por la ribera y transportados rodeando los rápidos: en la zona de las cataratas Nyonge, las barcazas son arrastradas por bueyes durante más de 5 km.
Solo hay cinco carreteras o líneas férreas de importancia que atraviesan el río (exceptuando las cercanas a su fuente, donde el Zambeze es solo un arroyo), y en numerosos lugares hay líneas de transbordador para pasar viajeros y vehículos al otro lado del río. El puente sobre las cataratas Victoria, terminado en abril de 1905, fue el primero en ser construido. En un principio era parte del proyecto de Cecil Rhodes para construir una línea de ferrocarril de Ciudad del Cabo a El Cairo. Tiene 250 m de largo (150 m corresponden al arco principal) y está situado a una altitud de 125 m sobre el nivel más bajo de las aguas del río. 
Posteriormente se construyeron puentes en Chirundu (Zambia), en 1939 y 2002; en Tete (Mozambique), durante la década de 1960; y en Katima Mulilo (Namibia). El puente de Katima Mulilo, inaugurado en 2004, atraviesa el río desde Sesheke, en Zambia, con lo que completa la Autopista Transcaprivi y conecta Lusaka, en Zambia, con Walvis Bay, en la costa de Namibia.

## Ecología

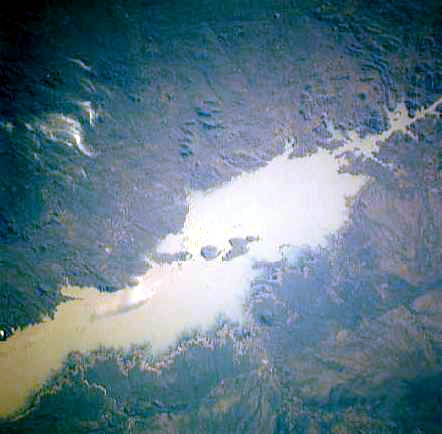
La presa Cahora Bassa en Mozambique, una de las principales fuentes de energía hidroeléctrica del río.

Los vertidos residuales son la causa principal de polución del agua en las zonas urbanas que el río atraviesa, ya que la carencia de instalaciones para un adecuado tratamiento del agua obliga a verter en el Zambeze vertidos sin tratar. Esto tiene como consecuencia la eutrofización de las aguas, que propicia la difusión de enfermedades achacables a la falta de higiene, como el cólera, el tifus o la disentería.  
La construcción de las dos grandes presas para regular el régimen del río ha tenido graves consecuencias tanto para la vida animal como para la población humana del tramo inferior del Zambeze. Cuando en 1973 se construyó la presa Cabora Bassa, sus promotores permitieron que se llenase en una sola estación lluviosa, desoyendo las recomendaciones de esperar al menos dos años. La drástica reducción en el caudal del río causó una disminución de la extensión de los manglares de un 40 %, incrementó en gran medida la erosión de la región costera, e hizo descender las capturas de gambas en la desembocadura a causa de la reducción del cieno y los nutrientes a él asociados. El ecosistema de humedal retrocedió considerablemente en la zona del río por debajo de la presa.

## Ciudades importantes
A lo largo de la mayor parte del curso del río, la población está muy dispersa, pero hay importantes ciudades, entre las que destacan: 
- Katima Mulilo (Namibia)
- Mongu, Lukulu, Livingstone, y Sesheke (Zambia)
- Victoria Falls, Kariba (Zimbabue)
- Songo  y Tete (Mozambique)